# Escuela de Economía de Varsovia
La Escuela de Economía de Varsovia (en polaco: Szkoła Główna Handlowa w Warszawie), conocida por sus siglas SGH, es la universidad más antigua y renovada de Polonia. En 1906 fue fundada como colegio privado bajo el nombre de Prywatne Kursy Handlowe Męskie Augusta Zielińskiego. En 1919 tuvo su status de institución de alto nivel de educación. En 1933 se rebautizó por su actual nombre Szkoła Głowna Handlowa (SGH). Tras la Segunda Guerra Mundial se nacionalizó y el nombre del centro cambió al de Szkoła Główna Planowania i Statystyki. Tras la caída del comunismo en 1991 recuperó su actual nombre.
La facultad está localizada al norte del distrito de Mokotów, Varsovia

## Estructura organizativa
El centro educativo posee una tradicional estructura departamental donde los estudiantes son separados en grupos según sus tesis educativas.
El profesorado es conocido por sus investigaciones al igual que por sus programas de enseñanza, los cuales están agrupados en cinco colegiaturas y otras materias como la enseñanza de lenguas extranjeras o el "estudio pedagógico".
Colegiaturas:
- Colegiatura de Análisis Económica (Kolegium Analiz Ekonomicznych)
- Colegiatura de Política Socioeconómicas (Kolegium Społeczno-Ekonomiczne)
- Colegiatura de Economía Internacional (Kolegium Gospodarki Światowej)
- Colegiatura de Administración y Negocios (Kolegium Nauk o Przedsiębiorstwie)
- Colegiatura de Dirección y Finanzas (Kolegium Zarządzania i Finansów)

## Transportes públicos
- Metro de Varsovia

Estación Pole Mokotowskie (Línea 1: Kabaty ↔ Młociny)
- Tranvía

Línea 10: Jelonki -Służewiec
Línea 16: Żerań Fso - Kielecka
Línea 17: Metro Młociny - Służewiec
Línea 33: Metro Młociny - Kielecka